# Cerealicoltura

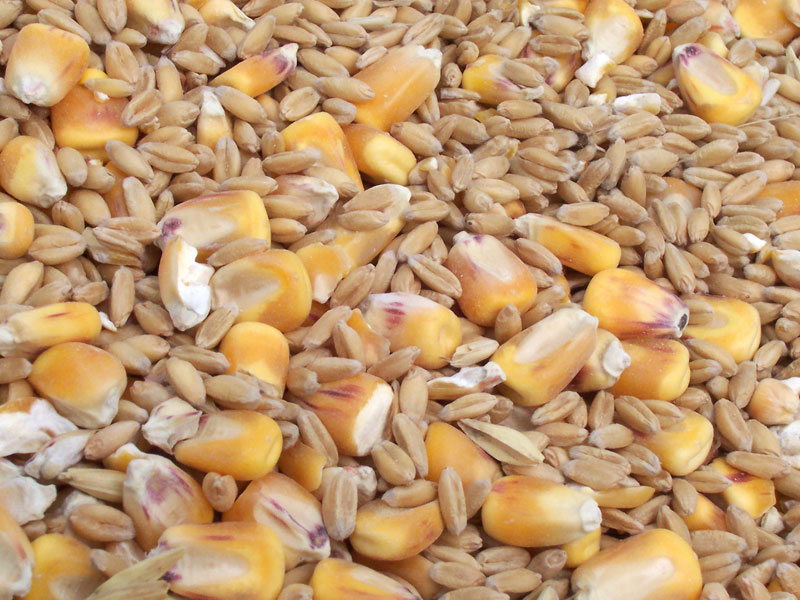
Chicchi di diversi tipi di cereali.

La cerealicoltura è un'attività agricola adatta alla coltura dei cereali come frumento, farro, grano, segale, riso, orzo, mais, avena, miglio.
Si svolge prevalentemente in terreni con scarsità di acqua da irrigazione, oppure viene usata per far riposare e riarricchire il terreno di sostanze produttive in seguito a diverse colture precedenti (come insalata, finocchio) che impoveriscono il terreno.

## Storia
L'attività di coltivare cereali ha inizio già dalla preistoria. Infatti in questo periodo gli esseri umani appresero che potevano gestire la coltivazione delle piante e fecero nascere la prima tipologia di agricoltura che ebbe un ruolo centrale nell'alimentazione. Il frumento e l'orzo sono fra le più antiche, soprattutto praticate nel bacino del Mediterraneo, mentre il riso ebbe la sua comparsa iniziale in Cina.
Mentre in Africa e nelle Americhe rispettivamente si coltivavano il miglio, il sorgo e il mais.
La cerealicoltura, in Italia, ha il massimo impulso durante l'epoca romana soprattutto nella produzione del farro; dopo la conquista delle regioni dell'Italia meridionale iniziò la produzione di frumento e orzo. Si sviluppa in epoca altomedievale grazie alla fondazione di numerosi monasteri con grandi proprietà terriere organizzate in curtis di natura sia regia che ecclesiastica, con messa a coltura di nuovi terreni e migliorie nelle tecniche agricole, nell'aratura e la rotazione triennale delle colture.
Durante il Basso Medioevo la produzione dei cereali fu ridotta ai minimi per colpa delle guerre, che generarono carestie e pestilenze.
La dominazione araba in Europa portò la diffusione del riso che poi si spostò nella Pianura Padana; esso comparve nel 1390 nel milanese poi viene citato dal 1393 nel manoscritto, di anonimo autore francese, Ménagier de Paris, ma in Europa a quella data era ancora un prodotto d'importazione.
Di provenienza araba fu anche il grano saraceno, che si estese sia all'Europa mediterranea che a quella dei paesi centrali e nordici.
Ma la cerealicoltura ebbe una vera e propria rivoluzione quando ci fu la scoperta dell'America: infatti con essa fu introdotto in Europa e nel mondo il mais, coltura dominante ancora al giorno d'oggi.

## Galleria d'immagini

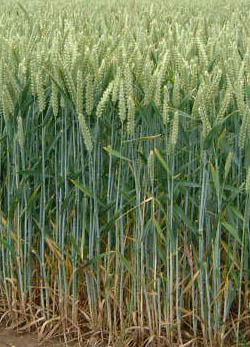
Campo di frumento
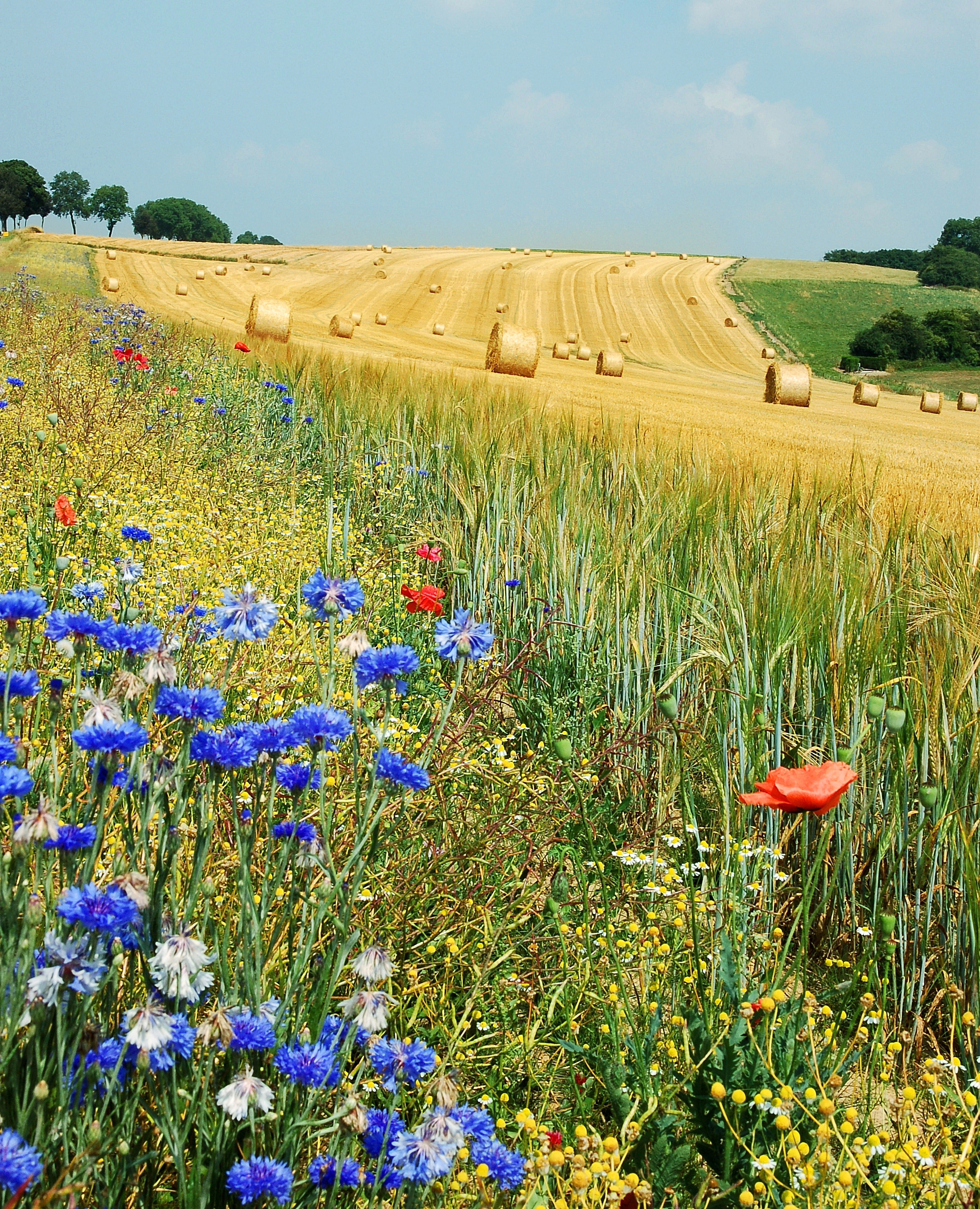
Campo di grano mietuto
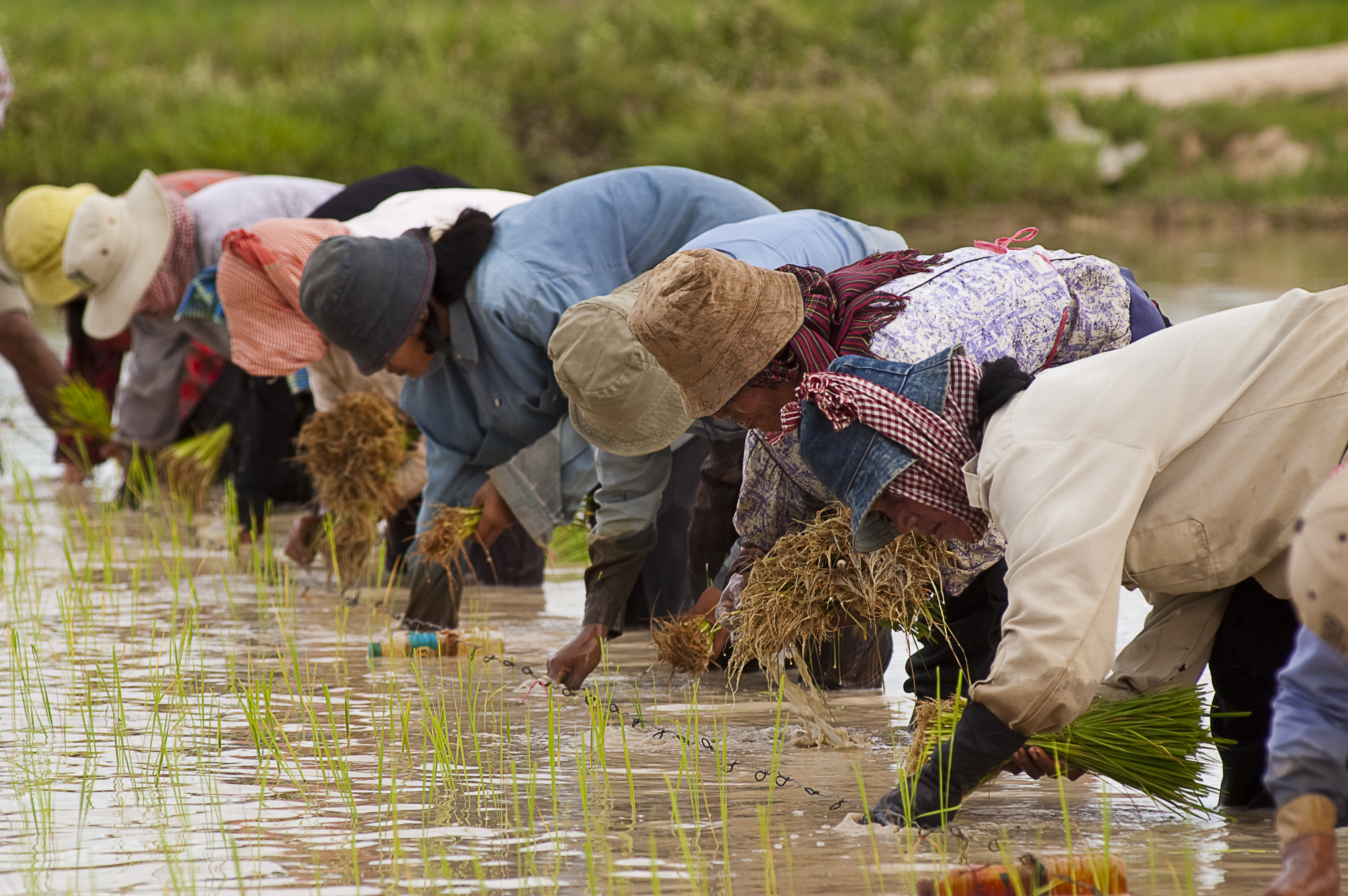
Un bracciante in una risaia
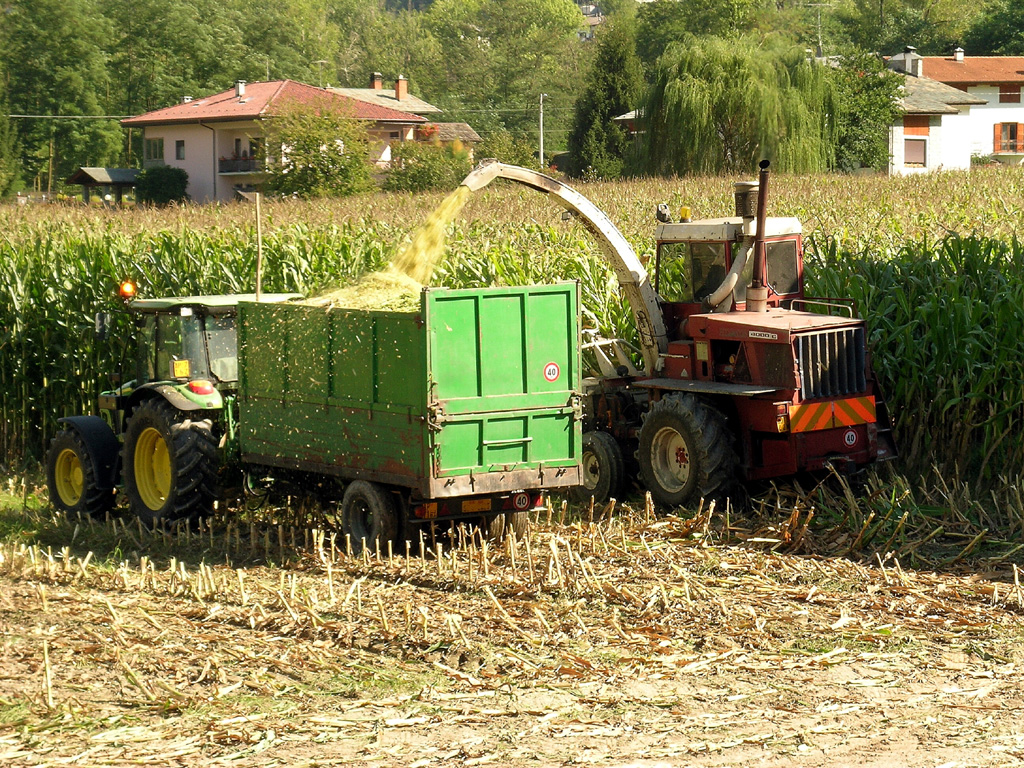
Raccolta del mais